# Доходный дом Е. В. Васильева
Доходный дом Е. В. Васильева — памятник архитектуры. Расположен в Петроградском районе Санкт-Петербурга, современный адрес дома — улица Мира, 21, Дивенская улица, 14, Малая Монетная улица, 5.
Дом построен в 1912—1913 годах Д. Д. Смирновым. Здание украшено круглыми угловыми эркерами с двойными куполами, трапециевидными щипцами, псевдоэркерами с лопатками.
В доме были устроены магазины и 4-5-тикомнатные квартиры. Подрядчиком при черновом строительстве выступал сам владелец. Штукатурные работы выполнил А. И. Иванов, столярные и паркетные — М. Л. Мухин, малярные — В. Е. Волков, слесарные и кузнечные — И. В. Палехов, лестничные — И. К. Бредаль и И. Ф. Дорофеев.